# حصار البرج 3
حصار البرج 3 (بالإنجليزية: Dungeon Siege III)‏ هي لعبة فيديو صدرت في 21 يونيو 2011، وهي متوفرة على أجهزة ويندوز وبلاي ستيشن 3 وإكس بوكس 360. اللعبة من نشر سكوير إنكس.

## وصلات خارجية
- الموقع الرسمي